# Kasym Žakibaev
Kasym Abenuly Žakibaev (in russo Касым Абенулы Жакибаев?, Kasym Žakibaev; in kazako Қасым Әбенұлы Жәкібаев?; Distretto di Jambyl, 12 dicembre 1929 – 8 agosto 2011) è stato un attore kazako.
Fu noto per aver preso parte a film come Poslednij perechod (1981), Dersu Uzala (1961), Vozvraščenie Veroniki (1964), Il primo maestro (1965) e Azğyn üştıktıñ azaby (1993).